# Toxorhynchites rutilus
A Toxorhynchites rutilus a rovarok osztályának kétszárnyúak rendjének szúnyogalkatúak alrendjének szúnyogfélék családjának Toxorhynchites nemébe tartozó faj. Az elefántszúnyogok a nem vérszívó szúnyogok közé tartoznak. Az elefántszúnyog szerepel a Jurassic World című filmben, amely film cselekménye szerint elefántszúnyogok megkövült példányaiból lett kinyerve a dinoszauruszok dezoxiribonukleinsava.